# Lajas (Porto Rico)
Lajas è una città di Porto Rico situata sulla costa sud-occidentale dell'isola. L'area comunale confina a nord con San Germán e Sabana Grande, a est con Guánica e a ovest con Cabo Rojo. È bagnata a sud dalle acque del Mar dei Caraibi. Il comune, che fu fondato nel 1883, oggi conta una popolazione di quasi 30 000 abitanti ed è suddiviso in 12 circoscrizioni (barrios).